# Bono basura
En finanzas, un bono de alto rendimiento o bono basura es un título de renta fija que tiene un alto riesgo de impago y que en contraprestación tiene que pagar un tipo de interés más alto. Generalmente, es emitido por un entidad poco conocida o de mala recomendación. Son (bono de grado no-inversión, bono de grado especulativo) bonos de baja calificación crediticia que están clasificados por debajo del denominado grado de inversión. Estos bonos tienen un alto riesgo de suspensión de pagos u otros eventos crediticios adversos, pero suelen pagar un cupón más lucrativo que los bonos de mejor calidad para hacerlos atractivos a los inversores.

## Flujos y niveles
La emisión global aumentó a más del doble en 2003 a más de 146 mil millones de dólares en instrumentos expedidos por menos de 63 mil millones en 2002, aunque esto es aún menos que el récord mundial de 150 mil millones en 1998. Su expedición está desproporcionalmente centrada en EE. UU., aunque instituciones en Europa, Asia y Sudáfrica han recurrido a este tipo de deuda en relación con el refinanciamiento y adquisiciones. En 2006, compañías europeas expidieron más de 31 mil millones de euros en bonos basura.

## Riesgo
El propietario de cualquier deuda es sujeto de un riesgo de tipo de interés y un riesgo de crédito, un riesgo de inflación, un riesgo de divisa, un riesgo de duración, un riesgo de convexidad, un riesgo de repago del principal, un riesgo de liquidez, un riesgo de madurez, un riesgo de reinversión, un riesgo de mercado, un riesgo político y un riesgo de ajuste fiscal. 
El riesgo de tipo de interés se refiere al riesgo del valor de mercado de un bono cambie, debido a cambios en la estructura o en el nivel de las tasas de interés o expansiones de crédito. 
El riesgo de crédito de un bono basura se refiere a la probabilidad o la probable pérdida sobre un evento crediticio (p.e., las pérdidas del obligante sobre pagos calendarizados o se declara en bancarrota, o reestructuración del bono), o un cambio en la calidad del crédito que se expide por una agencia de clasificación incluyendo a Fitch, Moody's o Standard & Poors.
Una agencia de clasificación de créditos busca describir el riesgo con una clasificación como AAA, para Estados Unidos de América, las cinco principales agencias son Standard & Poor's, Moody's, Fitch Ratings, Dominion Bond Rating Service y A.M. Best. Los bonos en otros países pueden ser clasificados por agencias estadounidenses o por agencias de clasificación de créditos locales. Las escalas de clasificación cambian; la escala más popular usa (en orden de incremento en el riesgo) las clasificaciones AAA, AA, A, BBB, BB, B, CCC, CC, C, con la clasificación adicional D para deudas que ya presentan atrasos. Los bonos de Estado y los bonos emitidos por empresas patrocinadas por el gobierno (GSE's) son usualmente considerados en una categoría de cero-riesgo sobre la AAA; y categorías como AA y A algunas veces se dividen en categorías más específicas como "AA-" o "AA+".
Bonos clasificados como BBB- y más arriba son llamados bonos de grado de inversión. Los bonos clasificados por debajo del grado de inversión en su fecha de emisión son llamados bonos de grado especulativo, o coloquialmente bonos basura.
Las deudas clasificadas muy bajas ofrecen mejores rendimientos, haciendo a los bonos especulativos vehículos de inversión atractivos para algunos tipos de portafolios y estrategias financieras. Algunos fondos de pensión y otros inversionistas (bancos, compañías aseguradoras), sin embargo, por sus estatutos tienen prohibido invertir en bonos que estén clasificados por debajo de un cierto nivel de riesgo. Como resultado, las seguridades con clasificaciones bajas tienen una base de inversionistas diferentes que los bonos de grado de inversión.
El valor de los bonos especulativos es afectado en mayor medida que los bonos de grado de inversión por la posibilidad de la suspensión de pagos. Por ejemplo, en una recesión las tasas de interés pueden caer, y la caída en las tasas de interés tiende a incrementar el valor de los bonos de grado de inversión; sin embargo, una recesión tiene a incrementar la posibilidad de la suspensión de pagos de los bonos de grado especulativo.

## Usos
Los bonos de grado especulativo originales eran bonos que habían sido de grado de inversión cuando habían sido emitidos, pero de los que el emisor había caído en cuanto a su clasificación y la posibilidad de suspensión de pagos aumentado significativamente. Esos bonos son llamados "Ángeles Caídos".
Michael Milken, directivo de la banca de inversiones, se dio cuenta de que los ángeles caídos habían sido menos valorados de lo que en realidad valían. Su tiempo con bonos de grado especulativo comenzó con su inversión en ellos. Fue más tarde cuando él y otros banqueros inversores en Drexel Burnham Lambert, seguidos por aquellos de firmas competidoras, comenzaron a organizar la emisión de bonos que estuvieran en grado especulativo desde el inicio. Bonos de grado especulativo, por tanto, se volvieron ubicuos en los años 1980 como un mecanismo financiero en fusiones y adquisiciones. En una compra con dinero prestado, el adquiriente emitirá bonos de grado especulativo para ayudar a pagar por la adquisición y luego emplear el flujo de caja del objetivo para ayudar a pagar la deuda.
En el 2005, más del 80% de la suma principal de deuda emitida por compañías de Estados Unidos fueron usadas para propósitos corporativos en lugar de adquisiciones y compras.[cita requerida]
Los bonos basura también pueden ser reempaquetados en obligaciones colateralizadas de deuda, aumentando la clasificación de crédito de las partes de la inversión más importantes sobre la clasificación de la deuda original. Las partes más importantes pueden cumplir los requerimientos de la clasificación de crédito de los fondos de pensión y de otros inversionistas institucionales a pesar del riesgo significante de la deuda original.

## Índices de losBonos basura
Los índices de los bonos basura existen para inversionistas dedicados en el mercado. Los índices para el amplio mercado de los bonos basura incluyen el CSFB High Yield II Index (CSHY), el Merrill Lynch High Yield Master II (H0A0), y el Bear Stearns High Yield Index (BSIX). Algunos inversionistas, prefiriendo dedicarse a inversiones mejor clasificadas y menos arriesgadas, usan el índice para incluir solamente seguridades BB y B, tales como el Merrill Lynch BB/B Index. Otros inversionistas se centran en la deuda de menor calidad, CCC, o en seguridades ya en deuda y protegidas por la bancarrota, usualmente definidas como las que rinden 1000 puntos base sobre los bonos gubernamentales equivalentes.

## Caso Bonos PDVSA
Los Bonos PDVSA, que para noviembre de 2022 se encuentran en default desde el 2017, están siendo negociados en la bolsa a 2 centavos por dólar ante la incertidumbre de cuándo se harán efectivos. Una empresa ubicada en Inglaterra, Altana Wealth, está invirtiendo 40 millones de dólares apostando a que este país resolverá sus problemas económicos. Por su parte, el gobierno venezolano ha emitido unos 65.000 millones de dólares en bonos apostando que el reembolso sea un gran negocio.